# Campionati mondiali di nuoto 2023
La XX edizione dei campionati mondiali di nuoto si è svolta dal 14 al 30 luglio 2023 a Fukuoka, in Giappone. Era inizialmente prevista tra il 16 luglio e il 1º agosto 2021, ma è stata riprogrammata dopo lo spostamento dei Giochi olimpici estivi di Tokyo 2020, dovuto alla pandemia di COVID-19, e poi nuovamente spostata. La competizione sportiva è stata organizzata dalla Federazione Internazionale del Nuoto (FINA) e le discipline presenti sono state il nuoto, il nuoto di fondo, il nuoto artistico, la pallanuoto, i tuffi e i tuffi grandi altezze.

## Assegnazione
La 20ª edizione dei Campionati mondiali di nuoto si sarebbe dovuta svolgere originariamente a Budapest, in Ungheria, nell'estate del 2021, come annunciato il 19 luglio 2013 al congresso generale biennale FINA di Barcellona, città ospitante dell'edizione 2013.
Tuttavia, nel marzo 2015 fu annunciato che Budapest avrebbe ospitato l'edizione del 2017, dopo la rinuncia di Guadalajara per ragioni finanziarie. Fu quindi aperta una nuova procedura di assegnazione per l'edizione 2021.
Il 9 giugno 2015 la FINA ha annunciato di aver ricevuto manifestazioni di interesse per i Mondiali 2021 e 2023 da Argentina, Australia (Melbourne o Sydney), Cina (Wuhan o Nanchino), Germania, Giappone, Turchia e Qatar. Il 30 giugno 2015 fu organizzato un meeting di informazione a cui parteciparono le nazioni e le città che avevano espresso interesse. Vi parteciparono Abu Dhabi (Emirati Arabi Uniti), Buenos Aires (Argentina), Istanbul (Turchia), Nanchino (Cina), Fukuoka (Giappone) e Doha (Qatar).
Il 31 gennaio 2016 tutti i progetti furono presentati formalmente alla riunione dell'Ufficio di Presidenza FINA a Budapest. Dopo una votazione, fu annunciato che Fukuoka (2021) e Doha (2023) sarebbero state le successive città ospitanti.

## Sedi di gara
La maggior parte delle gare si sono svolte al Marine Messe, costruito per le Universiadi estive del 1995 e usato per i Campionati mondiali di nuoto 2001, ospitati sempre da Fukuoka.
- Marine Messe Fukuoka (nuoto, nuoto artistico e pallanuoto)
- Piscina della Prefettura di Fukuoka (tuffi)
- Seaside Momochi Beach Park (nuoto di fondo, tuffi grandi altezze)

## Discipline
In questa edizione dei mondiali sono state disputate 75 gare.
| Disciplina                       | Maschile | Femminile | Misti | Totali |
| -------------------------------- | -------- | --------- | ----- | ------ |
| Nuoto (dettagli)                 | 20       | 20        | 2     | 42     |
| Nuoto in acque libere (dettagli) | 2        | 2         | 1     | 5      |
| Nuoto artistico (dettagli)       | 2        | 7         | 2     | 11     |
| Pallanuoto (dettagli)            | 1        | 1         | -     | 2      |
| Tuffi (dettagli)                 | 5        | 5         | 3     | 13     |
| Tuffi grandi altezze (dettagli)  | 1        | 1         | -     | 2      |
| Totale                           | 31       | 36        | 8     | 75     |

## Calendario
| ● | Cerimonia d'apertura |  | Competizioni |  | Finali | ● | Cerimonia di chiusura |

| Luglio 2023           | Ven | Sab | Dom | Lun | Mar | Mer | Gio | Ven | Sab | Dom | Lun | Mar | Mer | Gio | Ven | Sab | Dom | Totale |
| Luglio 2023           | 14  | 15  | 16  | 17  | 18  | 19  | 20  | 21  | 22  | 23  | 24  | 25  | 26  | 27  | 28  | 29  | 30  | Totale |
| --------------------- | --- | --- | --- | --- | --- | --- | --- | --- | --- | --- | --- | --- | --- | --- | --- | --- | --- | ------ |
| Cerimonie             | ●   |     |     |     |     |     |     |     |     |     |     |     |     |     |     |     | ●   | -      |
| Nuoto                 |     |     |     |     |     |     |     |     |     | 5   | 4   | 5   | 5   | 5   | 5   | 6   | 7   | 42     |
| Nuoto in acque libere |     | 1   | 1   |     | 2   |     | 1   |     |     |     |     |     |     |     |     |     |     | 5      |
| Nuoto artistico       |     | 1   | 2   | 2   | 1   | 2   | 1   | 1   | 1   |     |     |     |     |     |     |     |     | 11     |
| Pallanuoto            |     |     |     |     |     |     |     |     |     |     |     |     |     |     | 1   | 1   |     | 2      |
| Tuffi                 |     | 3   | 2   | 2   | 1   | 1   | 1   | 1   | 2   |     |     |     |     |     |     |     |     | 13     |
| Tuffi grandi altezze  |     |     |     |     |     |     |     |     |     |     |     |     | 1   | 1   |     |     |     | 2      |
| Medaglie              | 0   | 5   | 5   | 4   | 4   | 3   | 3   | 2   | 3   | 5   | 4   | 5   | 6   | 6   | 6   | 7   | 7   | 75     |

## Medagliere
| Pos.   | Paese         | Oro | Argento | Bronzo | Totale |
| ------ | ------------- | --- | ------- | ------ | ------ |
| 1      | Cina          | 20  | 8       | 12     | 40     |
| 2      | Australia     | 15  | 9       | 6      | 30     |
| 3      | Stati Uniti   | 7   | 22      | 15     | 44     |
| 4      | Giappone      | 4   | 1       | 5      | 10     |
| 5      | Francia       | 4   | 0       | 4      | 8      |
| 6      | Germania      | 4   | 0       | 3      | 7      |
| 7      | Spagna        | 3   | 2       | 4      | 9      |
| 8      | Italia        | 2   | 7       | 5      | 14     |
| 9      | Gran Bretagna | 2   | 5       | 5      | 12     |
| 10     | Canada        | 2   | 3       | 5      | 10     |
| 11     | Ungheria      | 2   | 2       | 0      | 4      |
| 12     | Tunisia       | 2   | 1       | 0      | 3      |
| 13     | Lituania      | 2   | 0       | 0      | 2      |
| 13     | Svezia        | 2   | 0       | 0      | 2      |
| 15     | Paesi Bassi   | 1   | 2       | 2      | 5      |
| 16     | Austria       | 1   | 2       | 0      | 3      |
| 17     | Romania       | 1   | 1       | 0      | 2      |
| 17     | Sudafrica     | 1   | 1       | 0      | 2      |
| 19     | Messico       | 0   | 5       | 2      | 7      |
| 20     | Ucraina       | 0   | 1       | 1      | 2      |
| 21     | Colombia      | 0   | 1       | 0      | 1      |
| 21     | Grecia        | 0   | 1       | 0      | 1      |
| 21     | Hong Kong     | 0   | 1       | 0      | 1      |
| 21     | Polonia       | 0   | 1       | 0      | 1      |
| 21     | Portogallo    | 0   | 1       | 0      | 1      |
| 26     | Brasile       | 0   | 0       | 1      | 1      |
| 26     | Corea del Sud | 0   | 0       | 1      | 1      |
| 26     | Kazakistan    | 0   | 0       | 1      | 1      |
| 26     | Nuova Zelanda | 0   | 0       | 1      | 1      |
| 26     | Svizzera      | 0   | 0       | 1      | 1      |
| Totale | Totale        | 75  | 77      | 74     | 226    |